# Wilkasy (Gołdap)
Wilkasy (deutsch Wilkassen, 1938 bis 1945 Kleineichicht) ist ein Dorf in der polnischen Woiwodschaft Ermland-Masuren und gehört zur Stadt- und Landgemeinde Gołdap (Goldap) im Kreis Gołdap.

## Geographische Lage
Wilkasy liegt im Nordosten der Woiwodschaft Ermland-Masuren südöstlich der Kreisstadt Gołdap (Goldap). Im Westen des Ortes erhebt sich die Bergkette der Seesker Höhe (polnisch: Wzgórza Szeskie).

## Geschichte
Der noch bis ins 20. Jahrhundert hinein Willkassen geschriebene Ort wurde vor 1564 gegründet und bestand vor 1945 im Wesentlichen aus einem großen Gut. Im Jahre 1874 kam das an einem kleinen See gelegene Dorf zum neu errichteten Amtsbezirk Gurnen (polnisch: Górne), der bis 1945 bestand und zum Kreis Goldap im Regierungsbezirk Gumbinnen der preußischen Provinz Ostpreußen gehörte.
Im Jahre 1910 zählte der Gutsbezirk Wilkassen 122 Einwohner. Am 28. September 1928 verlor das Dorf seine Eigenständigkeit und wurde in die Landgemeinde Kamionken (1938 bis 1945: Eichicht, polnisch: Kamionki) eingemeindet und gehörte damit zum Amtsbezirk Altenbude.
In Kriegsfolge kam der am 3. Juni 1938 – amtlich bestätigt am 16. Juli 1938 – in „Kleineichicht“ umbenannte Ort mit dem südlichen Ostpreußen zu Polen und trägt seither die polnische Namensform „Wilkasy“. Der Ort ist heute eine Ortschaft im Verbund der Stadt- und Landgemeinde Gołdap im Powiat Gołdapski, der bis 1998 zur Woiwodschaft Suwałki gehörte und seitdem in die Woiwodschaft Ermland-Masuren eingegliedert ist.

## Kirche
Die Mehrzahl der Einwohner Wilkassens resp. Kleineichichts war vor 1945 evangelischer Konfession und in das Kirchspiel der Kirche Gurnen (polnisch: Górne) im Kirchenkreis Goldap in der Kirchenprovinz Ostpreußen der Kirche der Altpreußischen Union eingepfarrt. Die wenigen Katholiken gehörten zur Pfarrkirche in Goldap im Bistum Ermland.
Die kirchliche Situation änderten sich in Wilkasy nach 1945: die überwiegend katholischen Kirchenglieder kamen zur neu errichteten Pfarrei in Górne, die zum Dekanat Gołdap im Bistum Ełk (Lyck) der Katholischen Kirche in Polen zählte. Die evangelischen Kirchenglieder zählen zur Kirchengemeinde in Gołdap, einer Filialgemeinde von Suwałki in der Diözese Masuren der Evangelisch-Augsburgischen Kirche in Polen.

## Verkehr
Wilkasy liegt an einer Nebenstraße, die über die Seesker Höhen führt und die beiden wichtigen Straßen Landesstraße 65 (einstige deutsche Reichsstraße 132) und Woiwodschaftsstraße 650 miteinander verbindet. Eine Bahnanbindung besteht nicht mehr, seit die Bahnstrecke Ełk–Tschernjachowsk (Lyck–Insterburg) mit der nächstgelegenen Station in Pogorzel (Hegelingen, bis 1906: Pogorzellen) im Jahre 1993 für den Personenverkehr geschlossen wurde.